# Pinkovce
Pinkovce jsou obec na Slovensku, v okrese Sobrance v Košickém kraji. Leží těsně u hranic s Ukrajinou.
V roce 2011 zde žilo 171 obyvatel.

## Rodáci
- Andrij Kopčaj (1917–?) – rusínský fotbalista, který hrál v I. československé lize za SK Rusj Užhorod při jeho jediné účasti v sezoně 1936/37